# UltraCade Technologies
UltraCade Technologies est une entreprise américaine créée par David R. Foley en 2002. l'entreprise a créé le système multi-jeux disponible sous forme de Kit : le Système UltraCade incluant l'adaptateur Entrée/Sortie USBlinx.

## Historique
En octobre 2002, David Foley fonde UltraCade Technologies puis créé et commercialise le système de jeu vidéo UltraCade ou le flipper UltraPin. À la suite de problèmes de droits d'auteurs sur les packs de jeux (Arcade Legends, Ultimate Arcade...), UltraCade Technologies a eu des soucis juridique en 2009, David R. Foley avait plaidé non coupable. L'auteur sera jugé coupable et écopera de 2 ans de prison.

## Liste de système d'arcade
- UltraCade Multi-Game System
- Happ Arcade Classics
- Arcade Legends
- Ultimate Arcade
- Taito Arcade Classics
- Breeders' Cup - Tournament Edition
- Feeding Frenzy
- Tag'em
- Street Fighter Anniversary Edition
- Dragon's Lair 25th Anniversary
- flipper
  - UltraPin
  - Goal Pinball

## Jeux de casino
- Peek-A-Boo Poker
- Breeders' Cup (Machine à sous)

## Versions des systèmes
- uVC, uVI, USBlinx II, ArcadeAMP, ITG-IO, uShock, uGCI-4, uGCI-6, GCI-6